# Hagenbachia brasiliensis
Hagenbachia brasiliensis é uma espécie de planta herbácea pertencente à família Asparagaceae, endêmica do Brasil. Foi originalmente descrita por Nees & Martius em 1823 e possui sinônimos taxonômicos como Chlorophytum brasiliensis e Wachendorfia petalandra. 

## Descrição
Hagenbachia brasiliensis é uma erva terrícola com as seguintes características morfológicas:
- Inflorescência: entrenós geralmente com menos de 0,5 cm de distância, contendo de 2 a 8 flores por nó. O comprimento da inflorescência varia entre 0,6 e 1,5 vezes o das folhas basais.[1]
- Flores: tépalas de 2,5 a 4,5 mm de comprimento, de cor creme esverdeado; anteras amarelo-claras.[1]
- Fruto: pedicelos articulados de até 5 mm, com proporção largura/comprimento entre 1,5 e 2.[1]

## Distribuição e Habitat
Seu habitat natural inclui formações de Floresta Ombrófila (Floresta Pluvial) ocorrendo predominantemente no bioma Mata Atlântica. A espécie tem registros confirmados nas regiões Nordeste, Sudeste e Sul, além de uma possível ocorrência em Minas Gerais.